# Orthosia mys
Orthosia mys är en nordamerikansk fjärilsart som beskrevs av Dyar 1902. Arten ingår i släktet Orthosia och familjen nattflyn. Inga underarter finns listade i Catalogue of Life.